# Gobierno de Manuel Merino
El Gobierno de Manuel Merino en el Perú empezó el 10 de noviembre de 2020 tras la aprobación de la vacancia presidencial por incapacidad moral permanente del entonces presidente Martín Vizcarra. Estuvo caracterizado por un ciclo intenso de protestas en su contra. El gobierno culminó a cinco días después de haber comenzado, el 15 de noviembre, al anunciar su renuncia irrevocable, la misma que fue aceptada por el Congreso de la República. La administración se denominó «gobierno de transición» en referencia al respeto de la transición democrática hacia los comicios de 2021.

## Toma de mando
El día 10 de noviembre de 2020, el Congreso de la República celebró de forma extraordinaria una sesión para la toma de mando.
Primero le dio lectura al artículo 115 de la Constitución, que establece que el Presidente del Congreso asume las funciones de Presidente de la República en caso se declararse la vacancia de la Presidencia y ante la ausencia de vicepresidentes. En el caso, Mercedes Aráoz renunció a su cargo, por lo que no había segundo vicepresidente y se procedió conforme a ley. Luis Valdez Farías, primer vicepresidente del Congreso, recibió la banda presidencial e invitó a Manuel Merino de Lama a tomar juramento ante el Parlamento y los asistentes. A las 10:44, Merino de Lama juramentó como Presidente de la República, siendo el tercero entre el período 2016-2021.

### Reconocimiento internacional
El Secretario General de la Organización de los Estados Americanos (OEA) expresó su preocupación sobre la crisis política de Perú. Los gobiernos de Chile, Uruguay y Paraguay reconocieron al gobierno de Manuel Merino; de igual modo, los Estados Unidos saludaron la ratificación de la convocatoria a elecciones generales firmada por Manuel Merino y Ántero Flores-Aráoz. El Foro de Cooperación Económica Asia-Pacífico (APEC), que reúne a 21 países, invitó a Merino a participar de la Reunión anual de Jefes de Estado.

### Discurso
Como principal motivo de su discurso, Merino habló sobre la crisis, política y de salud; sobre la unidad nacional y sobre la defensa de la Constitución. Se refirió al proceso, diciendo que los votos que vacaron a Vizcarra «no eran comprados». Anunció la convocatoria de un Gabinete de consenso y unidad nacional. Afirmó que se respetarían los plazos acordados para las Elecciones Generales de 2021 y que se otorgarán recursos a los organismos electorales. A su vez reafirmó el compromiso con el equipo médico, la reactivación económica, la creación y promoción del empleo y la lucha contra la delincuencia y la corrupción. Invocó a la unidad nacional y a que se paren los «enfrentamientos» entre el Ejecutivo y el Legislativo.
En su discurso dijo que sus inspiraciones políticas estaban basadas en Fernando Belaúnde Terry y Valentín Paniagua Corazao (el primero fue presidente en dos períodos, mientras que el segundo ocupó la presidencia de forma interina tras la vacancia de Alberto Fujimori Fujimori), afirmando que nadie les puede señalar como corruptos.

## Gabinete Flores-Aráoz

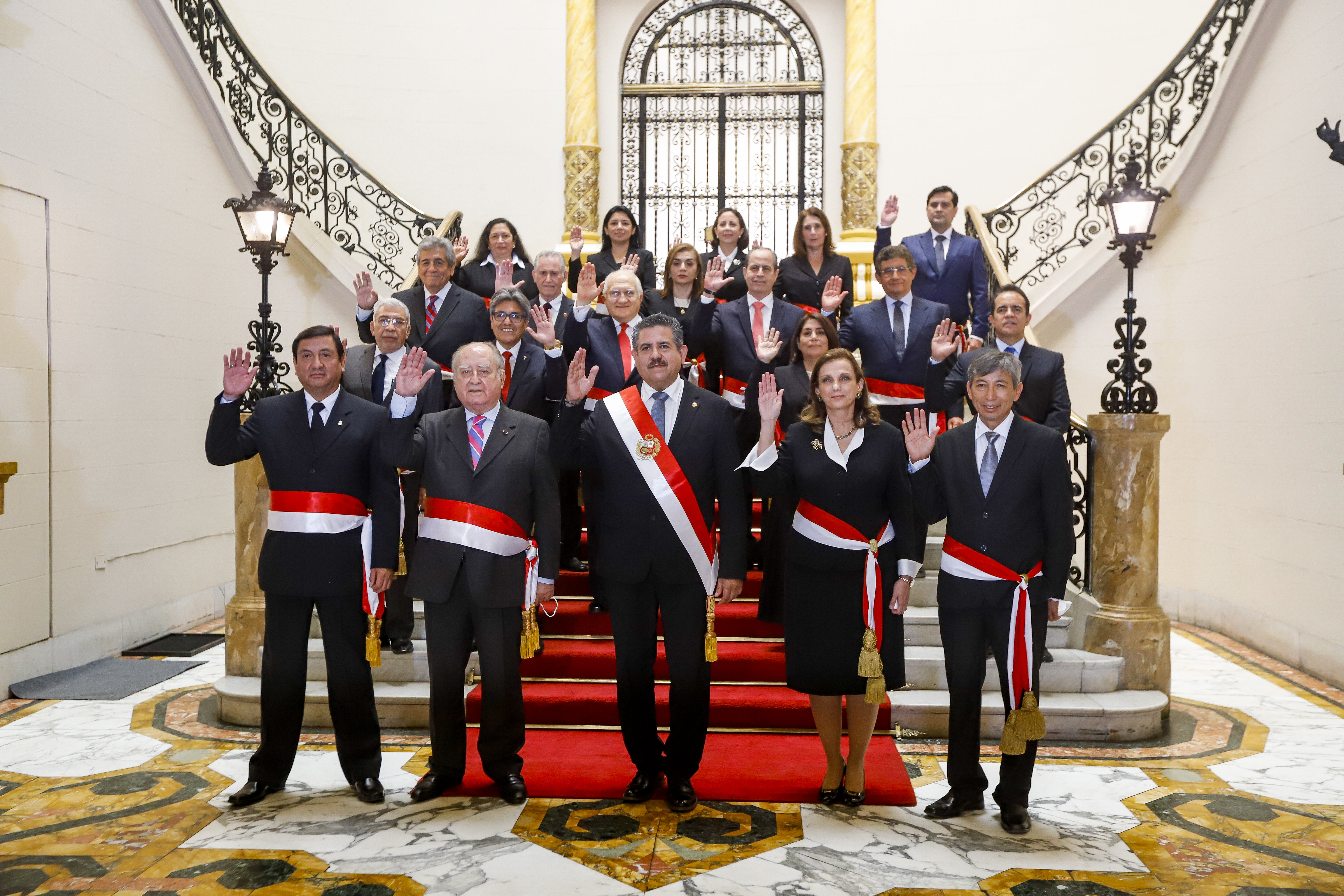
Gabinete Flores-Aráoz.

El día 11 de noviembre de 2020, Ántero Flores-Aráoz juró como Presidente del Consejo de Ministros en una ceremonia realizada en el Salón Dorado de Palacio de Gobierno. Al día siguiente, Manuel Merino tomó juramento a su gabinete ministerial, en el cual incluyó exministros y exviceministros de los distintos sectores. 
El día 13 de noviembre, el ministro de Salud, Abel Salinas Rivas anunció la compra de pruebas moleculares para la lucha contra la Pandemia de COVID-19.
El día 15 de noviembre, Manuel Merino y Ántero Flores-Aráoz firmaron la autógrafa de ley que faculta el retiro de fondos de las AFP a los que han dejado de aportar hace 12 meses, como parte de las medidas sociales para enfrentar la situación económica familiar por la Pandemia de COVID-19.

## Renuncia
El 14 de noviembre del 2020 estalló la Segunda Marcha Nacional en contra del gobierno de Manuel Merino, hubo manifestaciones y protestas en las principales ciudades del país. En horas de la noche, ocurrió el asesinato de los protestantes Inti Sotelo y Brian Pintado en el centro de Lima. A la altura de la medianoche, el premier Flores-Aráoz no confirmaba ni desmentía que existiesen renuncias al interior de su gabinete, pues no había podido comunicarse con ellos mediante Whatsapp.
Finalmente, Merino de Lama anunció su renuncia hacia el mediodía  del domingo 15 de noviembre.
En 2025, Merino de Lama recurrió a la teoría de la mafia caviar para explicar su renuncia.

## Sondeos de opinión

### Aprobación presidencial
| Encuestadora/Medio | Fecha | Muestra | Manuel Merino (Presidente de la República) | Manuel Merino (Presidente de la República) | Manuel Merino (Presidente de la República) | Manuel Merino (Presidente de la República) |   |    |   |     |
| Encuestadora/Medio | Fecha | Muestra | Aprob.                                     | Desap.                                     | NS/NO                                      | Dif.                                       |   |    |   |     |
| ------------------ | ----- | ------- | ------------------------------------------ | ------------------------------------------ | ------------------------------------------ | ------------------------------------------ | - | -- | - | --- |
| Encuestadora/Medio | Fecha | Muestra | Ipsos Perú/El Comercio                     | 16 nov 2020                                | 1207                                       | Dif.                                       | 5 | 94 | 1 | –91 |

## Poderes del Estado

### Poder Legislativo
Ejercieron el cargo de Presidente del Congreso de la República del Perú:
| Presidente ad interim del Congreso | Periodo                      |
| ---------------------------------- | ---------------------------- |
| Luis Valdez Farías                 | 10 - 15 de noviembre de 2020 |

### Poder Judicial
Ejercieron el cargo de Presidente de la Corte Suprema del Perú:
| Presidente de la Corte Suprema | Periodo              |
| ------------------------------ | -------------------- |
| José Luis Lecaros Cornejo      | 2 de enero de 2019 - |

### Organismos Constitucionales Autónomos
| Institución Pública                          | Presidente                 | Periodo                                           |
| -------------------------------------------- | -------------------------- | ------------------------------------------------- |
| Tribunal Constitucional                      | Marianella Ledesma Narváez | 3 de enero de 2020 -                              |
| Junta Nacional de Justicia                   | Aldo Vásquez               | 7 de enero de 2020 -                              |
| Contraloría General de la República del Perú | Nelson Shack               | 20 de julio de 2017 -                             |
| Ministerio Público                           | Zoraida Ávalos Rivera      | 8 de enero de 2019 -                              |
| Defensoría del Pueblo                        | Walter Gutiérrez Camacho   | 8 de septiembre de 2016 -                         |
| Jurado Nacional de Elecciones                | Víctor Ticona Postigo      | 15 de noviembre de 2016 - 19 de noviembre de 2020 |

#### Ministros de Estado
Trece de los 18 ministros se desligaron de sus cargos, entre el 14 y 15 de noviembre de 2020, tras la violenta y desproporcionada represión policial, que cobró la vida de dos jóvenes. Por su parte, Merino presentó su dimisión el 15 de noviembre de 2020, cinco días después de haber asumido, en medio de las masivas protestas en su contra y luego de que el Congreso lo exhortara a dimitir bajo amenaza de destituirlo de todos modos.
Merino indicó para que no haya un “vacío de poder”, los 18 ministros que juramentaron el 12 de noviembre de 2020 seguirán en sus puestos temporalmente. El 17 de noviembre de 2020, se oficializó la renuncia de todo el gabinete ministerial.
| Predecesor: Gobierno de Martín Vizcarra | Gobierno del Perú 10 de noviembre de 2020 - 17 de noviembre de 2020 | Sucesor: Gobierno de Francisco Sagasti |